# Ephalophis greyae
Ephalophis greyae is een slang uit de familie koraalslangachtigen (Elapidae) en de onderfamilie zeeslangen (Hydrophiinae).

## Naam en indeling
De wetenschappelijke naam van de soort werd voor het eerst voorgesteld door Malcolm Arthur Smith in 1931. Oorspronkelijk werd de wetenschappelijke naam Ephalophis greyi gebruikt. Het is de enige soort uit het monotypische geslacht Ephalophis. Ook het geslacht Ephalophis werd beschreven door Malcolm Arthur Smith in 1931. De soortaanduiding greyae is een eerbetoon aan een zekere mevrouw Beatrice Grey.

## Verspreiding en habitat
Ephalophis greyae komt endemisch voor in delen van Australië en leeft in de deelstaat West-Australië en mogelijk in Noordelijk Territorium. De habitat bestaat uit modderige kuststreken, estuaria en mangroven. De soort is aangetroffen tot een diepte van ongeveer 10 meter onder het zee-oppervlak.

## Beschermingsstatus
Door de internationale natuurbeschermingsorganisatie IUCN is de beschermingsstatus 'veilig' toegewezen (Least Concern of LC).